# Minardi M194
A Minardi M194 egy Formula–1-es versenyautó, amivel a Minardi csapat versenyzett az 1994-es Formula–1 világbajnokság során. Pilótái Pierluigi Martini és Michele Alboreto voltak.

## Áttekintés
Az autót először a kanadai nagydíjon vetették be, addig az előző évi autó átalakított változatával versenyeztek. A bevetés épp azt követően történt, hogy az Imolában történt tragikus események miatt minden csapatnak át kellett alakítania az autóját. Ebben az évben egyesült a csapat a BMS Scuderia Italiával, a főszponzorok pedig a Lucchini vasúti gépgyár (az egyesülés miatt) és a Beta Tools szerszámgyár voltak. A festés a korábbiakhoz képest színpompásabb lett, hangsúlyosabb lett a kék és a piros is. A brit nagydíjon az "Italia IN - Ireland OUT" felirattal versenyeztek, aminek az volt az oka, hogy az ír labdarúgó-válogatott kiesett a világbajnokságon, az előző, francia nagydíjon pedig az ír származású Eddie Jordan csapatfőnök provokálta őket, és így vágtak vissza.
Mindössze két pontot gyűjtöttek ezzel az autóval, a francia nagydíjon Martini által elért ötödik hellyel. Mivel az elődmodellel szereztek további 3 pontot, így az idényt 5 ponttal a bajnoki tizedik helyen zárták - csak olyan csapatokat tudtak megelőzni, akik vagy tönkrementek az idény végén, vagy súlyos pénzügyi nehézségekkel küzdöttek.

## Eredmények
(félkövérrel jelölve a pole pozíció; dőlt betűvel a leggyorsabb kör)
| Év   | Csapat  | Motor       | Gumik | Pilóták           | 1   | 2   | 3   | 4   | 5   | 6   | 7   | 8   | 9   | 10  | 11  | 12  | 13  | 14  | 15  | 16  | Pontok | Helyezés |
| ---- | ------- | ----------- | ----- | ----------------- | --- | --- | --- | --- | --- | --- | --- | --- | --- | --- | --- | --- | --- | --- | --- | --- | ------ | -------- |
| 1994 | Minardi | Ford HBD V8 | G     |                   | BRA | PAC | SMR | MON | ESP | CAN | FRA | GBR | GER | HUN | BEL | ITA | POR | EUR | JPN | AUS | 5*     | 10.      |
| 1994 | Minardi | Ford HBD V8 | G     | Pierluigi Martini |     |     |     |     |     | 9   | 5   | 10  | KI  | KI  | 8   | KI  | 12  | 15  | KI  | 9   | 5*     | 10.      |
| 1994 | Minardi | Ford HBD V8 | G     | Michele Alboreto  |     |     |     |     |     | 11  | KI  | KI  | KI  | 7   | 9   | KI  | 13  | 14  | KI  | KI  | 5*     | 10.      |

* 3 pontot szereztek a Minardi M193B-vel